# 調査研究広報滞在費
調査研究広報滞在費（ちょうさけんきゅうこうほうたいざいひ）とは、国会議員が国政に関する調査研究、広報、国民との交流、滞在等の議員活動を行う（国会法第38条）ため支給される手当。
2022年4月の国会法等の改正前は、公の書類を発送し及び公の性質を有する通信をなす等のためとされ、名称は「文書通信交通滞在費」、略称は「文書通信費」、「文通費」と呼ばれた。
2022年（令和4年）の第208回国会で「国会法及び国会議員の歳費、旅費及び手当等に関する法律の一部を改正する法律」が成立し、支給の名目が改正されるとともに「文書通信交通滞在費」から「調査研究広報滞在費」に費目が変更された。

## 概要
調査研究広報滞在費は国会法第38条及び国会議員の歳費、旅費及び手当等に関する法律第9条によって定められている。
2022年改正前の旧法では国会法で「公の書類を発送し及び公の性質を有する通信をなす等の」ため支給される手当とされ、国会議員の歳費、旅費及び手当等に関する法律で「文書通信交通滞在費」として規定されていた。
国会法第38条
議員は、国政に関する調査研究、広報、国民との交流、滞在等の議員活動を行うため、別に定めるところにより手当を受ける。
国会議員の歳費、旅費及び手当等に関する法律
第9条第1項
各議院の議長、副議長及び議員は、国政に関する調査研究、広報、国民との交流、滞在等の議員活動を行うため、調査研究広報滞在費として、月額百万円を受ける。
第9条第2項
前項の調査研究広報滞在費については、その支給を受ける金額を標準として、租税その他の公課を課することができない。
第11条
第3条から第6条までの規定は第9条の文書通信交通滞在費について、第9条第2項の規定は第8条の2の議会雑費並びに前条第一項の特殊乗車券及び航空券について準用する。

## 沿革
- 1947年（昭和22年）：「通信費」　　     125円[3][4]
- 1948年（昭和23年）：「通信費」　　     1000円[5]
- 1951年（昭和26年）：「通信費」　　     3000円[6]
- 1951年（昭和26年）：「通信費」　　     5000円[7]
- 1952年（昭和27年）：「通信費」　　     1万円[8]
- 1963年（昭和37年）：「通信費」   　　  5万円[9]
- 1963年（昭和38年）：「通信交通費」     10万円[10][4]
- 1966年（昭和41年）：「通信交通費」     15万円＋「調査研究費」     10万円[11]
- 1968年（昭和43年）：「通信交通費」     18万円＋「調査研究費」     10万円[12]
- 1966年（昭和46年）：「通信交通費」     23万円＋「調査研究費」     10万円[13]
- 1974年（昭和49年）：「文書通信交通費」 35万円[14][4]
- 1976年（昭和51年）：「文書通信交通費」 55万円[15]
- 1978年（昭和53年）：「文書通信交通費」 65万円[16]
- 1988年（昭和63年）：「文書通信交通費」 75万円[17]
- 1993年（平成05年）：「文書通信交通滞在費」100万円[18][4][19]
- 2022年（令和04年）：「調査研究広報滞在費」100万円[1]

## 問題点と法改正

### 問題点
文書通信交通滞在費については報告や公開の義務がなく、歳費と合算して振り込まれる。そのため個人の政治活動費に流用するケースや、中には文通費を投資に流用するなどする議員が存在した。このことから、国会議員の「第二の給与」とも言われ問題視された。
また、月末に初当選した議員でも月初めに辞職した議員でも月あたりの満額100万円支払われ、衆議院や参議院の比例で当選した議員が辞職し繰り上げ当選した議員が出た場合も、辞職した議員・繰り上げ当選した議員の両者に満額の100万円ずつ支払われた。さらに返還義務もなく自主的に国庫返納もできる法律が存在しないため、第49回衆議院議員総選挙が執行されたのは2021年10月31日であり、この選挙で初当選した議員にも満額の100万円支払われた。
これに対して、元大阪府知事・元大阪市長の橋下徹が「経費である以上は領収証をつけて実費処理であるべきで、領収書不要で100万円前払いはおかしい」「政治活動費は政党交付金で支払われるべき」と主張している。コラムニストの尾藤克之は報告・領収書提出義務がないことが問題であり使途の公開義務まで議論が進まなければ意味がないと指摘した。
一方で議員側からは政治活動を行う上で事務所の固定費や人件費の支出が多く、文通費を含めても「常に自転車操業」との意見もあり、海外の議会制度に詳しい赤坂幸一・九州大学大学院法学研究院教授（憲法学）は日本で公費で賄われる公設秘書の上限は3人なのに対し、アメリカ合衆国では下院議員が22人、上院議員は無制限で平均約40人を雇っているとした上で「特権だと言って歳費や手当の額ばかり減らせば、資金に恵まれた者しか議員になれなくなってしまう」と指摘した。また、赤坂はイギリスでは全議員が経費の領収書を提出し、議会に設けられた独立委員会のチェックを受けた上で弁済される仕組みを導入しており、ドイツでは日本同様に渡し切りの雑費を議員に支給しているが、目的外支出をした場合は議会内で制裁できる仕組みがあるとして、「（目的外に）流用されることのないよう、日本でも第三者によるチェックを制度化する必要がある」と指摘している。

### 日割り支給への変更議論
文書通信交通滞在費を巡っては2010年の第22回参議院議員通常選挙後に月の途中で当選した国会議員に対し在職していない期間を含めた1ヶ月分の歳費が支払われていたことが問題視され、選挙後の第175臨時国会で歳費法が改正され、歳費が日割り支給に改定された際に文書通信交通滞在費も同様の措置を取れるようにすべきとの声もあり、日割り支給に改めるための法案が衆参両院にそれぞれ1本ずつ提出されていた。だが、この時は歳費の日割り支給への改定が優先されて、文書通信交通滞在費については対象から外れた。
その後、前述の第49回衆議院議員総選挙（2021年10月31日執行）で当選した日本維新の会の小野泰輔衆議院議員による問題提起を皮切りに、日本維新の会は文書通信交通滞在費について、新人議員は全額、前職・元職議員は日割り換算の55万円を寄付することを決定し、自由民主党、公明党、立憲民主党、国民民主党、日本共産党、社民党も同様の対応を取ることになった。だが、れいわ新選組は党としての動きを出しておらず、同党の大石晃子衆議院議員は「維新倒すため100万円使う」と10月分の文通費を満額を受け取る意向を示している。また、NHK党党首の立花孝志は、「（文通費を）寄付するという発想だけは本当にやめて欲しい」と日本維新の会を批判している。
また、維新は前身にあたる維新の党時代の2014年10月から独自に文通費の使途を領収書とともに公開。党の内規では飲食費や選挙関連費に充てるのを禁じる一方、事務所費や秘書人件費、議員本人の政治団体への寄付を認めており、2016年の使途報告書では前年からの繰り越しを含む総額2億8千万円のうち、64%にあたる1億8千万円が議員本人の政治団体に寄付されていた。維新は自身の政治団体への寄付を党として推奨しており、このことについて「セルフ領収書」との批判も受けたことから、2022年1月には内規で自身の政治団体への寄付に文通費を充てることを禁止したが、一方で家具や秘書人件費、事務所賃料などへの使用は引き続き認めており、テレビやコーヒーメーカーの購入に支出した例もあるなど、使途の基準については議論を残すこととなった。
維新以外では、国民民主党が2022年から使途の公開を始め、共産党も国会議員団が共同管理しているという理由で議員ごとではなく党全体として使途を公開しているが、他の党は使途を全く公開しておらず、毎日新聞は公開されなければ維新のような問題点すらわからないとして批判している。

### 法改正
2022年4月15日、国会法や歳費法などを改正する関連法が成立した。これにより日割り支給に改められるとともに、名称が「調査研究広報滞在費」となり、目的は「公の書類を発送し及び公の性質を有する通信をなす等」から、「国政に関する調査研究、広報、国民との交流、滞在等の議員活動」に変更され、使途を事実上、広げた。目的外使用が常態化している実態を合法化する内容でもあり、識者からは「目的に『国民との交流』などの文言を入れれば、居酒屋での飲食さえ可能になる」（神戸学院大・上脇博之教授）との批判も出たが、共産党を除く与野党の賛成多数で可決された。使途公開や未使用分の国庫返納については先送りされた。
2024年12月20日、改正歳費法が成立した。施行日は2025年8月1日。衆参両院議員に毎年1回、領収書などを添付した報告書の国会提出を求め、公開。残金は返納するとの内容。